# Piotr Długosielski
Piotr Długosielski (né le 4 avril 1977 à Varsovie) est un athlète polonais spécialiste du 400 mètres. 

## Carrière

### Palmarès
| Date | Compétition           | Lieu     | Résultat | Performance   |
| ---- | --------------------- | -------- | -------- | ------------- |
| 1998 | Championnats d'Europe | Budapest | 2e       | 2 min 58 s 88 |
| 1999 | Championnats du monde | Séville  | 1er      | 2 min 58 s 91 |
| 2001 | Championnats du monde | Edmonton | 3e       | 2 min 59 s 71 |

### Records
| Épreuve    | Performance | Lieu      | Date         |
| ---------- | ----------- | --------- | ------------ |
| 200 mètres | 21 s 19     | Inconnu   | 1998         |
| 400 mètres | 45 s 67     | Bydgoszcz | 30 juin 2001 |